# Zręcin

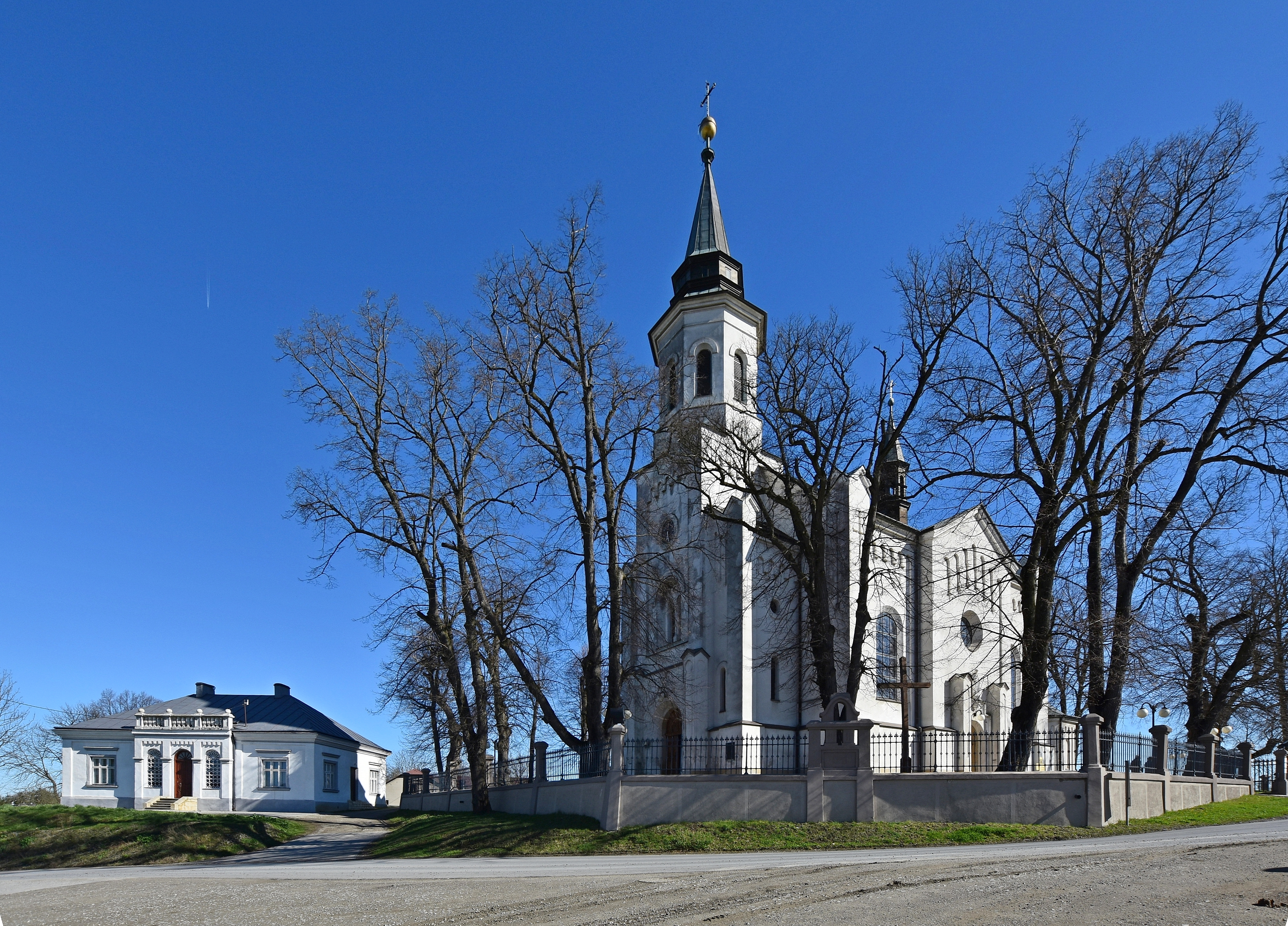
Kościół parafialny z plebanią

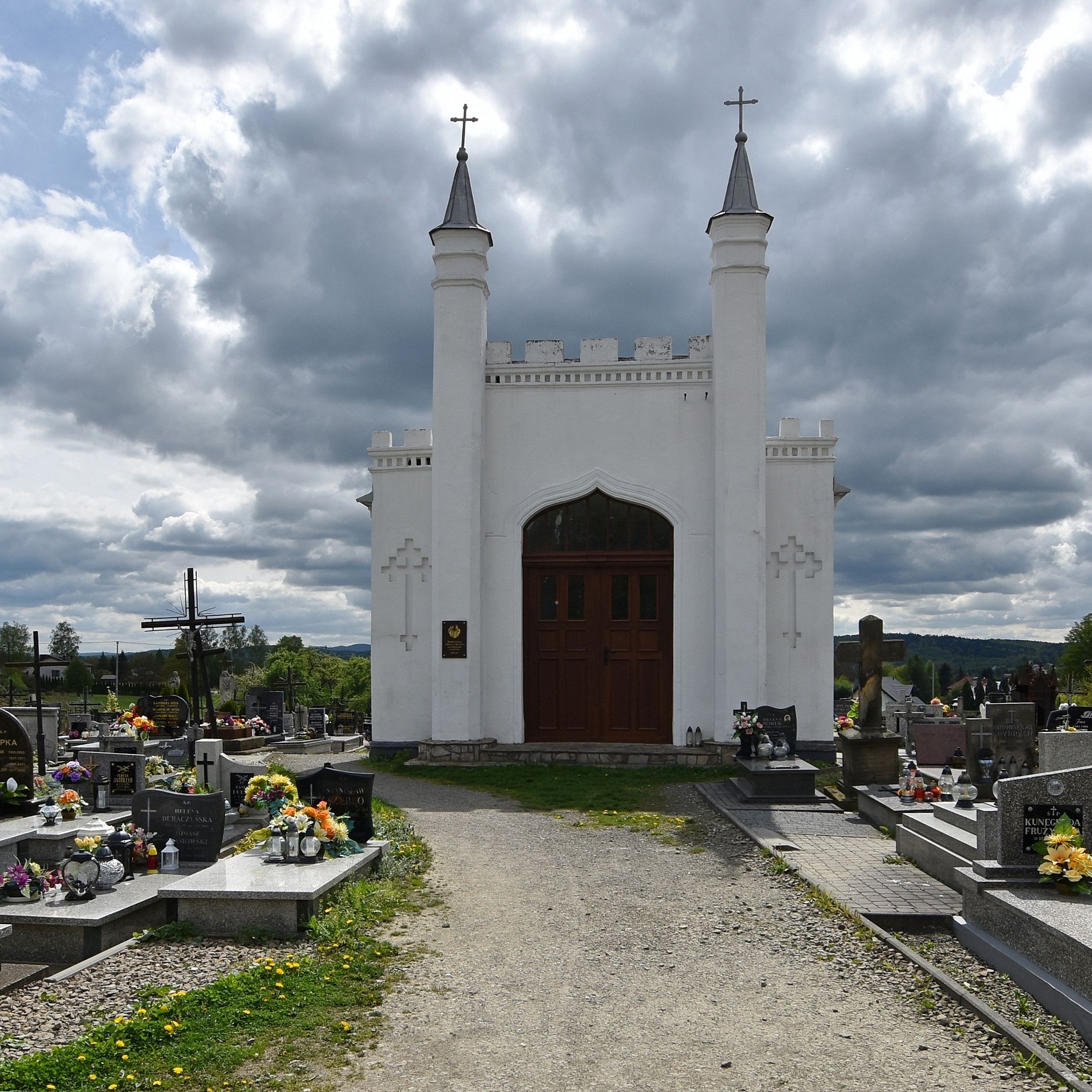
Kaplica Klobassów-Zrenckich

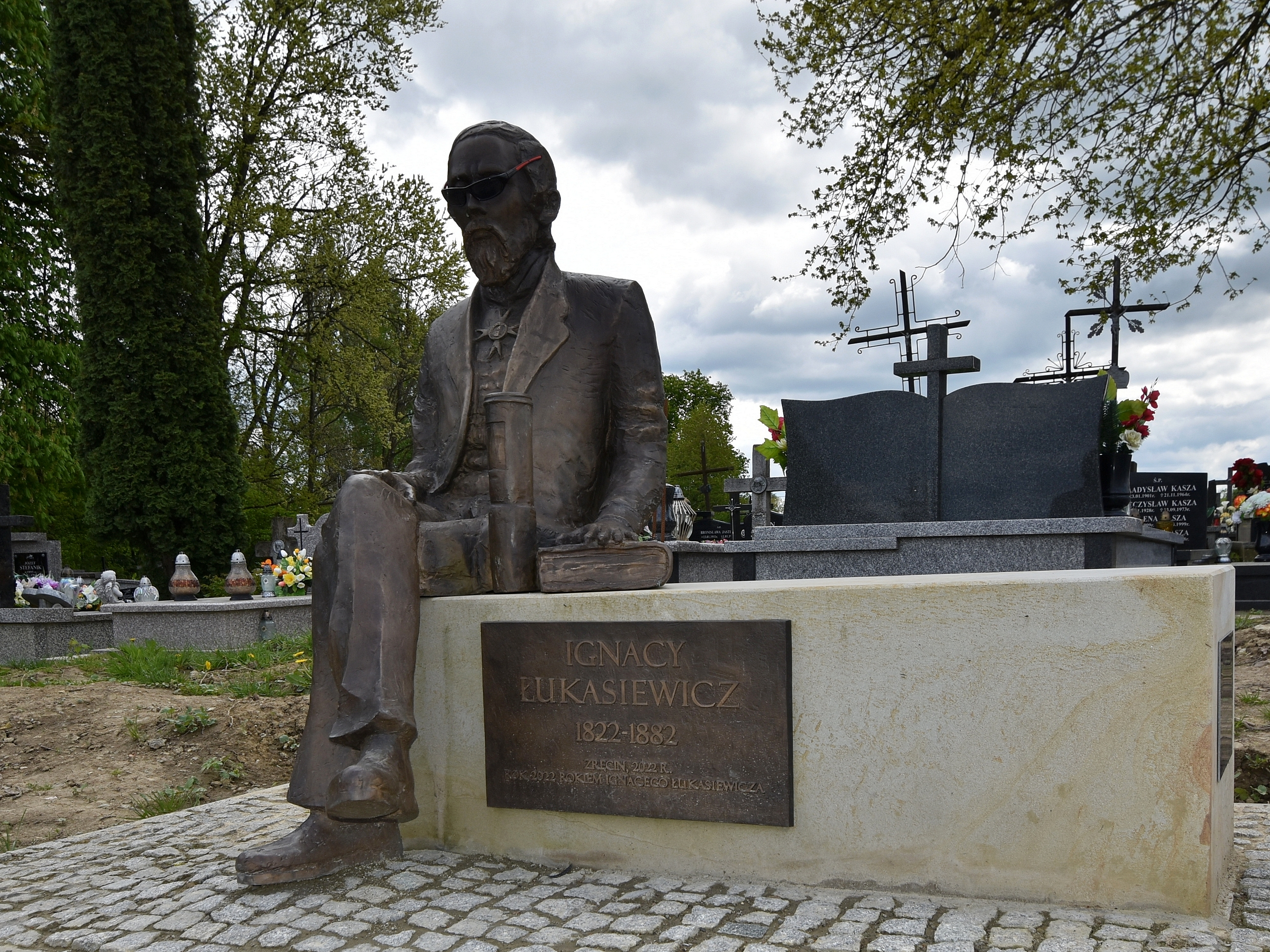
Ławeczka Ignacego Łukasiewicza

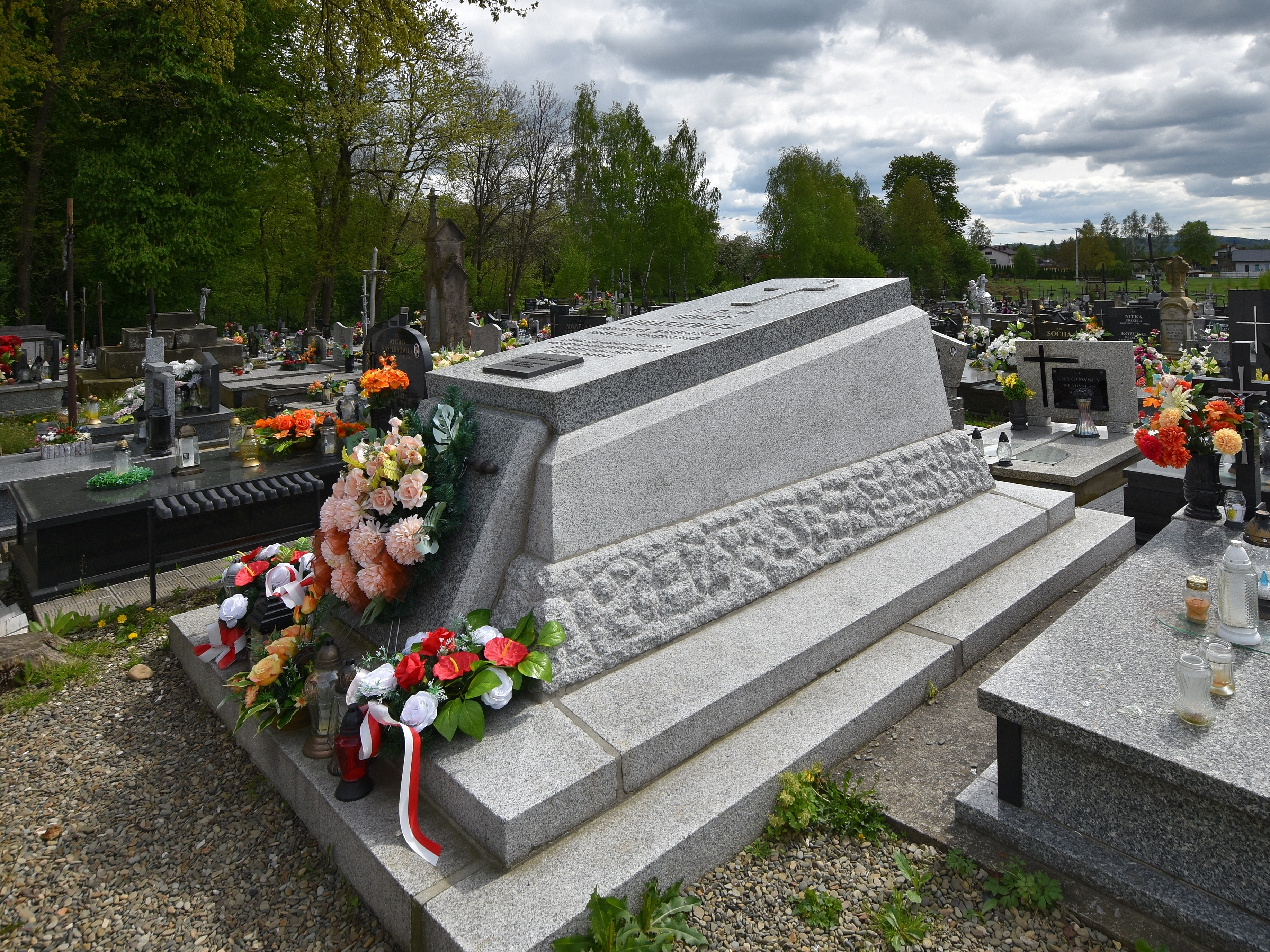
Grób Ignacego Lukasiewicza

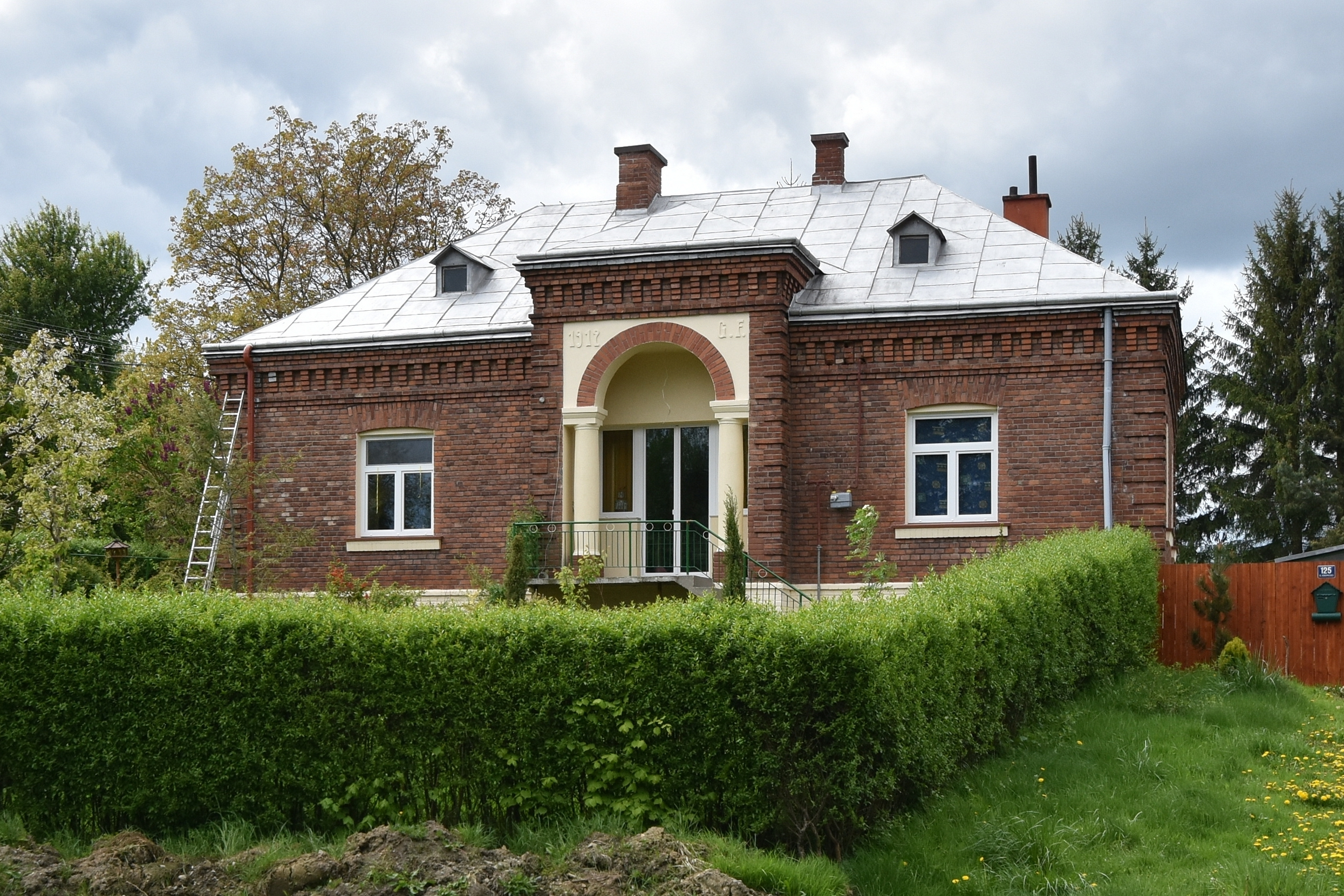
Dworek Gajów

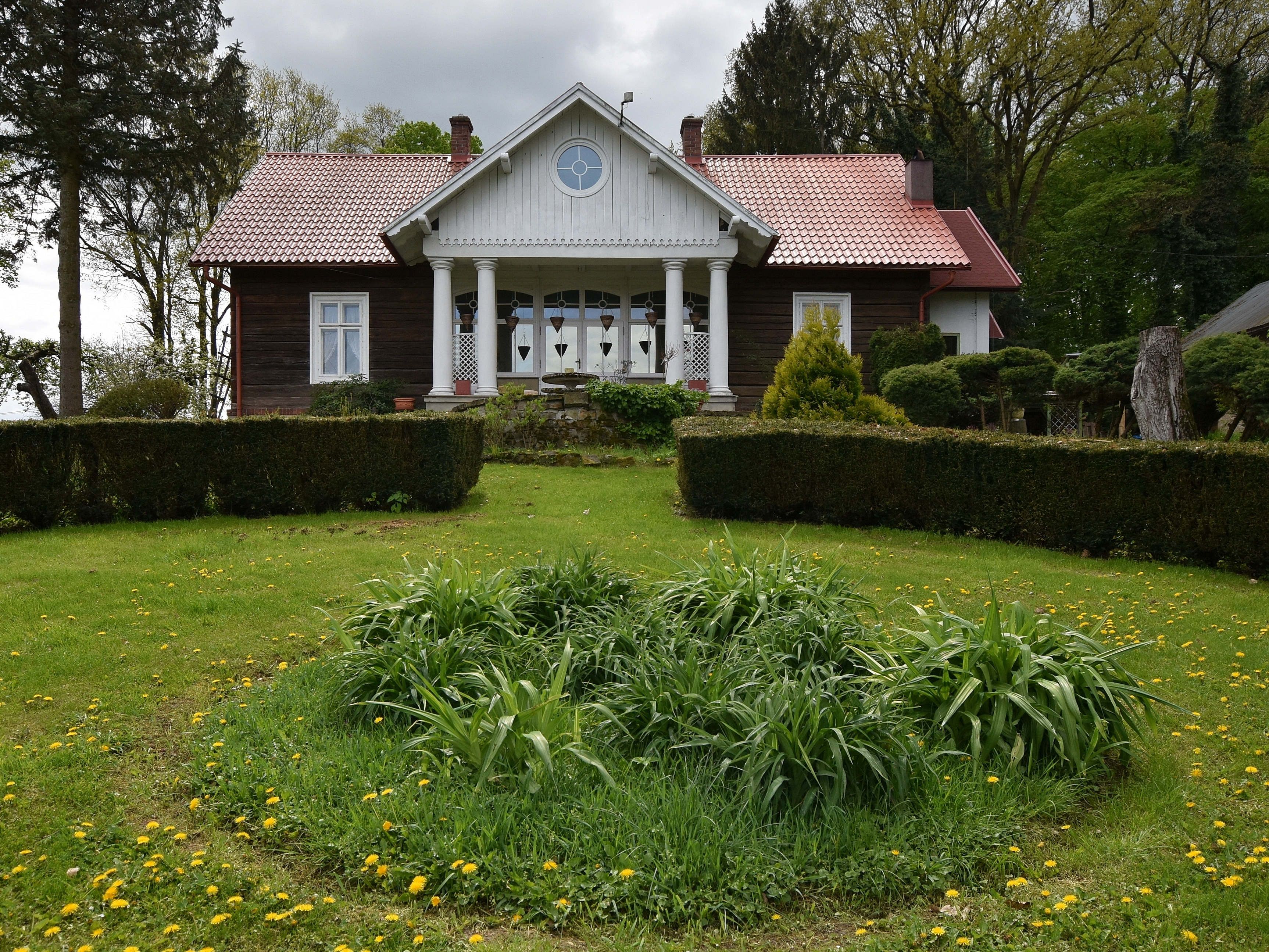
Dworek Klobassów-Zrenckich

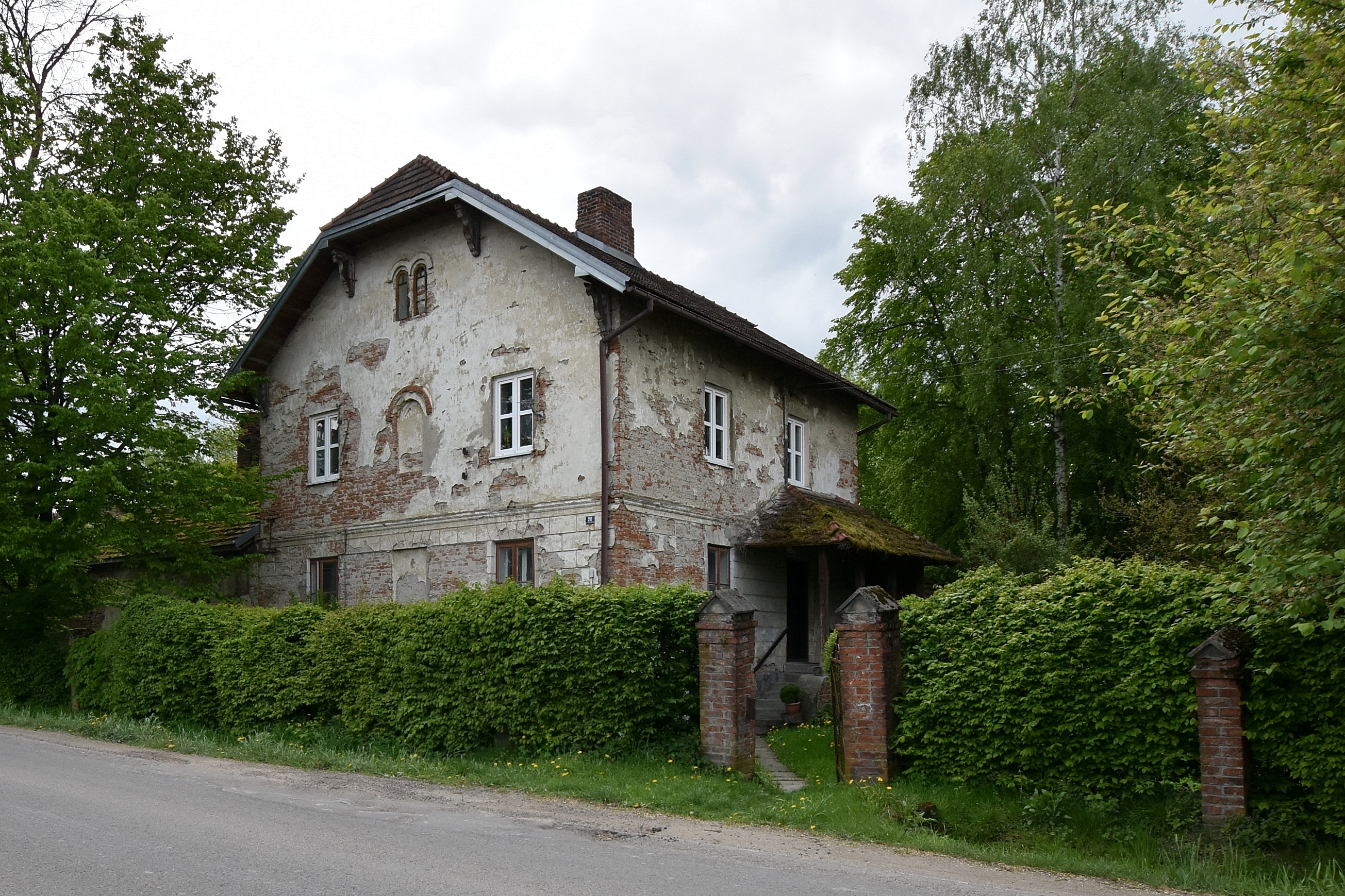
Willa w zespole folwarcznym Chwapilów

Zręcin (do końca XIX wieku Zrencin) – wieś w Polsce położona w województwie podkarpackim, w powiecie krośnieńskim, w gminie Chorkówka. Leży w dolinie rzeki Jasiołki nazywana do początku XX wieku „Małą Wenecją”.
Miejscowość jest siedzibą rzymskokatolickiej parafii św. Stanisława Biskupa należącej do dekanatu Krosno III w archidiecezji przemyskiej.

## Części wsi
| SIMC    | Nazwa     | Rodzaj     |
| ------- | --------- | ---------- |
| 0347650 | Dół       | część wsi  |
| 0347666 | Góra      | część wsi  |
| 0347672 | Koniec    | część wsi  |
| 0347689 | Pasze     | część wsi  |
| 0347695 | Przylaski | przysiółek |
| -\|03   | Śliwinki  | przysiółek |
| 0347710 | Za Wodą   | część wsi  |

## Historia
Najstarsze dokumenty odnotowujące dekanat Zręcin pochodzą z 1227 roku i ukazują miejscowość należącą do opactwa cystersów w Koprzywnicy, ale wcześniej, wedle zapisków proboszcza, w Zręcinie istniała pustelnia Floriano z Italii, który założył wieś, ale uległa ona najazdowi i spłonęła doszczętnie. W 1185 roku komes Mikołaj Bogoria Skotnicki (ok. 1150–1238), fundator klasztoru koprzywnickiego, darował temu opactwu m.in. wieś Wietrzno z przynależnościami w tym prawdopodobnie Zręcin. Niektóre dokumenty wzmiankują, że Bogoriowie byli pierwszymi właścicielami tych ziem. Ówczesny dekanat rozciągał się od miejscowości Biecz i obejmował Jasło, a od południa Duklę. Dokumenty z 1185 roku wymieniają Wietrzno, a z 1227 roku i z 1284 roku Zręcin (Kodeks Małopolski I; 110,123). Już w XIII wieku, powstawały kościoły w Zręcinie nad Jasiołką jako w terenie zaludnionym. W 1279 r. biskup firmański Filip de Casate, w latach 1278-1282 legat papieski na Węgrzech i w Polsce, w Budzie na Węgrzech potwierdził opatowi klasztoru Cystersów w Koprzywnicy prawo do pobierania dziesięciny między innymi ze Zręcina. Tereny te mocno zniszczyły i wyludniły najazdy tatarskie w latach 1259–1260 i 1287–1288. Następnie wieś dostała się w posiadanie rycerskiej rodziny Bogoriów.
Akta Kamery Apostolskiej z 1325 roku zaliczając dekanat dębicki do prepozytury wiślickiej, a dekanaty zręciński (później jasielski), tarnowski, sądecki do archidiakonatu krakowskiego.
Pierwotnie cały obszar późniejszego archidiakonatu podlegał jurysdykcji katedralnego archidiakona krakowskiego i dopiero z chwilą tworzenia archidiakonatów okręgowych, doszło do jego podziału m.in. na archidiakonat krakowski, prepozyturę wiślicką, co stało się zapewne za rządów biskupa Gedki (1166–1185).
W 1326 roku Zręcin był siedzibą dekanatu, co świadczy, że ośrodek ten obejmował więcej miejscowości (np. Kołaczyce) i akta wymieniają plebana Pawła ze Zręcina. Do zręcińskiego dekanatu należało wówczas 11 parafii, a m.in. w Załężu, Sławęcinie, Jaśle, Starym i Nowym Sączu, Żmigrodzie, Szebniach, Kołaczycach i w Bieździedzy. Potwierdzają to zachowane wśród danych archidiakonalnych zapisy: Parrochie Cleczice 1326, Lauerntius, plebanus ecclesie Cleczice 1325 i zapisy późniejsze: Rector de Coloczicz 1354, Kolaczyce XV (1354), Petro aduccato de Colaczicze 1358, Colaczyce, oppidium, Kolaczyce. Władze kościelne w 1352 roku podzieliły bardzo rozległy dekanat na dwie części, o wspólnej nazwie; „Zręcin lub Klecie” na część południową i północną. Do części północnej dekanatu należały parafie położone bliżej Kleci, od 1346 roku Klecie miały drugi filialny kościół w Kołaczycach (podległe tutejszemu proboszczowi i zarazem wicedziekanowi).
W 1353 roku wieś została lokowana na prawie magdeburskim przez jej dziedzica Kiecza z Nienaszowa i Czudca. Po nim dziedzicem był Paszko ze Skotnik herbu Bogoria, od którego Cystersi ponownie odkupili Zręcin za 800 grzywien w 1388 roku w obecności królowej Jadwigi, co potwierdził Władysław Jagiełło. Do I rozbioru Polski wieś należała do Bogoriów.
Jan Długosz, pisząc o Kopytowej, zaznaczył również, że za jego czasów miejscowość ta należała do „szlachetnego Barutha i że składa dziesięcinę z łanów kmiecich na rzecz kanonika trzeciej prebendy przy kościele św. Floriana w Krakowie, obsadzanej przez kolegium artistarum.” Prócz tego sołtysi np. Polanki (w 1460 r.) płacili dziesięcinę kościołowi w Zręcinie.
Wieś duchowna Zrzęcin, własność opactwa cystersów koprzywnickich położona była w drugiej połowie XVI wieku w powiecie bieckim województwa krakowskiego.
W czerwcu 1624 roku do tej miejscowości dotarł zagon tatarski Kantymira Murzy i tu musiał się wycofać ponosząc klęskę.
Jeszcze w 1632 roku wybierano z Kołaczyc „dziekanię” dla kościoła w Zręcinie, co świadczy o tym, że parafia kołaczycka należała jeszcze wtedy do dekanatu w Zręcinie, który był wtedy znaczącym grodem. Zręcin największym zniszczeniom uległ w marcu 1657 roku, podczas napaści Jerzego II Rakoczego.
Z dokumentów z wizytacji kardynała, ks. Jerzego Radziwiłła herbu Trąby (1556–1600 – późniejszego kardynała) wynika, że pod koniec XVI wieku, działała szkoła parafialna w Zręcinie. Mieściła się ona w budynku krytym słomą i miała swego rektora, który pobierał wynagrodzenie.
W 1770-1772 roku stacjonowała w Zręcinie część chorągwi Konfederatów barskich pułkownika ziemi sanockiej Rudnickiego. W tutejszym kościele składali oni przysięgę na wierność Bogu i Ojczyźnie przed obrazem Chrystusem na Krzyżu. Według legendy Konfederaci ujrzeli wtedy na obrazie (wiszącym i dziś w kościele) łzy Chrystusa.
W 1772 roku Zręcin znalazł się pod panowaniem Austrii. Po zniesieniu opactwa koprzywnickiego w 1818 roku, wieś i Bóbrkę) nabył w 1819 od rządu austriackiego Rudolf Klobassa pochodzący z Moraw, wyższy urzędnik salinarny w Drohobyczu. W latach 1863–1873 Karol Klobassa-Zrencki utrzymywał szkołę w Zręcinie i wspierał powstanie styczniowe. Wybudował on w 1878 roku wraz Ignacym Łukasiewiczem i Tytusem Trzecieskim jako dar pionierów przemysłu naftowego w Polsce, nowy kościół pw. św. bp. Stanisława w Zręcinie. Autorem projektu był architekt Aleksander Gebauer. Kościół ten stanął na miejscu poprzedniego.
W czasie wojny i bezpośrednio po niej ograbiany z okien, zastawy, obrazów i rozbierany był piękny pałac Klobassów. Jego fundamenty znajdują się obecnie na działce Jabłeckich koło domu pani Ireny Akslar, szkoły podstawowej, Gimnazjum im. Jana Pawła II w Zręcinie i dworku Klobassów (dawn. rządcówka).
Wkraczający żołnierze Wehrmachtu 8 września 1939 roku zastrzelili tu kilkunastoletniego chłopca i kobietę.
W czasie okupacji w Zręcinie działała AK OP-15.
W czasie okupacji niemieckiej rodzina Czajkowskich ukrywała na terenie swojego gospodarstwa 9 Żydów. W tym celu dobudowano w stajni dodatkową ścianę, za którą umieszczono piętrowe łóżka. Schronienie znalazła tu rodzina Lipinerów, bracia Bergman, Józef Brajtowicz i Haskiel Morgenstern. Gospodarstwo było przeszukiwane przez gestapo dwa razy, jednak nie znaleziono śladów ukrywania Żydów. Grupa opuściła kryjówkę 8 września 1944 roku po wyzwoleniu regionu przez Armię Czerwoną. Szczególne niebezpieczeństwo stwarzało stacjonowanie grupy kilkudziesięciu żołnierzy niemieckich w pobliżu stajni w ostatnich miesiącach okupacji.
W latach 1975–1998 miejscowość administracyjnie należała do województwa krośnieńskiego
26 czerwca 2020 roku Zręcin odwiedził wicepremier Piotr Gliński. Zwiedził kościół parafialny a na miejscowym cmentarzu przy grobie Ignacego Łukasiewicza i jego żony Honoraty złożył wiązankę kwiatów.

## Ludzie związani z miejscowością
- Kacper Ciołkosz (1832-1918) – polityk, działacz Polskiej Partii Socjalistycznej, nauczyciel oraz aktywista społeczny, zamordowany w niemieckim obozie koncentracyjnym, ojciec Zbysława i Adama.
- Napoleon Bobrowski (1805-1881) – właściwie Napoleon Gerwazy Protazy hrabia Bobrowski herbu Bobrowski Hrabia (odmiany herbu Jastrzębiec), właściciel modrzewiowego dworu i małego folwarku, który wykupił i uświetnił jego zięć Klobassa.
- Adolf Chwapil – przedsiębiorca czeskiego pochodzenia, właściciel zespołu folwarcznego wykupionego od Klobassów, hodowca koni, producent wina i cydru.
- Rodzina Czajkowskich: Bronisława, Szymon, Andrzej, Walerian i Bronisława Lipińska – Sprawiedliwi wśród Narodów Świata, którzy w czasie okupacji niemieckiej ukrywali przed prześladowaniami w specjalnie skonstruowanej w tym celu kryjówce 9 osób[8][10].
- Adam Korzeniowski (1960) – chórmistrz, profesor nadzwyczajny w Uniwersytecie Pedagogicznym im. KEN w Krakowie, w Akademii Muzycznej w Krakowie, w latach 1996-99 pełnił funkcję prodziekana na Wydziale Edukacji Muzycznej, w latach 2004-08 był Dyrektorem Instytutu Dyrygentury Chóralnej, Edukacji Muzycznej i Muzyki Kościelnej, od roku 2008 jest Dziekanem Wydziału Wokalno – Aktorskiego, a w grudniu 2009 roku Prezydent Rzeczypospolitej Polskiej nadał mu tytuł profesora sztuk muzycznych.
- Ignacy Łukasiewicz (1822-1882) – właściwie Jan Józef Ignacy Łukasiewicz herbu Łada, na miejscowym cmentarzu znajduje się grób tego wynalazcy lampy naftowej i prekursora przemysłu naftowego
- Władysław August Poniński – właściwie Władysław Mieczysław August hrabia Poniński herbu Łodzia, generał-lejtnant wojsk włoskich, adiutant króla włoskiego, autor pamiętników; w rewolucji węgierskiej 1849, dowódca pułku polskiego ułanów, dowódca jazdy polskiej pod Temeszwarem (Timișoara); 1860–81 w armii sardyńskiej, generał od 1862, mąż księżniczki Olgii Ewy Światopełk-Czetwertyńskiej herbu Pogoń Ruska.
- Bogumiła Helena Szopa – profesor zwyczajny Uniwersytetu Ekonomicznego w Krakowie, autorka wielu artykułów naukowych i opracowań.
- Adam Trybus ps. Gaj, Mścisław, Ogrodnik, Tkacz (1909–1982) – nauczyciel, wykładowca, filolog latynista, ppor. 1936, na Zachodzie por. 1941, cichociemny, kpt. Komendant Inspektoratu Rejonowego AK Łódź XI 1944 – II 1945-Okręg AK Łódź 1942, w konspiracji AK ROAK, mjr rez. (1945), więzień polityczny PRL, ojciec profesora Leszka Trybusa.
- Izydor Wilk (1875-1936) – ludowy poeta, pieśniarz, prozaik, żołnierz, pisał w gazecie Przyjaciel ludu (w 2010 roku doczekał się pomnika).
- Karol Klobassa-Zrencki (1823-1886) – herbu własnego, wspierający powstania narodowe, fundator kościoła w Zręcinie, współwłaściciel jednej z pierwszych w świecie spółek naftowych, właściciel ok. 1/3 gruntów miejscowości, pałacu, kaplicy, folwarku, oranżerii i wielu innych, producent wina oraz cydru, najpierw ożenił się z Zygmuntowską, która wniosła we wspólny majątek wieś Żeglce, później ożenił się z hrabianką Heleną Olimpią Bobrowską herbu Bobrowski Hrabia, córką Napoleona.
- Bogusław Sieczkowski (1972-) - Prezes Zarządu spółki biotechnologicznej Selvita S.A., mieszkał w Zręcinie w latach 1994-2000

## Zabytki i pomniki
- Karczma Ciołkosza (stan bardzo zły, brak dachu)
- Zespół folwarczny Chwapilów wraz z willą (stan zły, willa zamieszkana)
- Dwór Tenerowiczów herbu Sas, okresowo kasyno (stan zły, zamieszkany i zmodyfikowany)
- Dworek Gajów herbu Ostoja (stan bardzo dobry, zamieszkany)
- Plebania-dwór (stan dobry)
- Kościół parafialny (stan bardzo dobry)
- Kaplica rodowa Klobassów-Zrenckich herbu własnego (stan bardzo dobry)
- Kaplica rodowa Bobrowskich (stan bardzo dobry)
- Stara szkoła (zmodyfikowana, wyremontowana, straciła walory estetyczne)
- Dom ludowy, dawniej także kino (stan bardzo dobry)
- Dworek-rządcówka Klobassów-Zrenckich ze Zrencina herbu własnego (stan bardzo dobry, zamieszkany)
- Młyn i willa Krygowskich herbu Ogończyk (część użytkowana, pozostała większość w stanie ruiny po pożarze na początku XXI wieku)
- Dworek Borka z Trzcieńca herbu Wąż (stan bardzo dobry, ale w remontach stracił wiele walorów estetycznych)
- Dom towarowy (stan bardzo dobry, budynek oryginalnie miał być szerszy, a ścięty róg miał być wieżyczką, przez zamurowanie wielu okien stracił wiele walorów estetycznych)
- Młyn wodny (przebudowany na budynek mieszkalny, stan bardzo dobry)
- Zabytkowe groby, pomniki nagrobne i kapliczki przydrożne
- Pomnik upamiętniający ratujących ludność żydowską
- Pomniki poległych w Katyniu

## Nieistniejące ważniejsze obiekty i miejsca
- Dworek-szkoła szlachecka w zespole pałacowym Klobassów-Zrenckich ze Zrencina herbu własnego (rozebrany po II w.ś.)
- Domek ogrodnika w zespole pałacowym Klobassów-Zrenckich herbu własnego (rozebrany po II w.ś.)
- Oranżeria w zespole pałacowym  Klobassów-Zrenckich ze Zrencina herbu własnego (rozebrana po II w.ś.)
- Pałac Klobassów-Zrenckich ze Zrencina herbu własnego (rozebrany po II w.ś, ale ocalały fundamenty)
- Założenie parkowo-wodne Klobassów-Zrenckich ze Zrencina herbu własnego (ocalały pojedyncze drzewa i formy terenu)
- Oficyna pałacowa Klobassów-Zrenckich ze Zrencina herbu własnego (rozebrana po II w.ś., ocalały fundamenty)
- Zajazd Ciołkosza (rozebrane ruiny na początku XXI wieku)
- Dwór Szczepaników herbu Rola (rozebrany w XX wieku)
- Założenie parkowe Chwapilów (ocalał niewielki fragment parku, na początku XXI wieku usechł 500-letni dąb)
- Park plebański (zniszczony po I wojnie światowej)
- Dworek Duckich-Korzeniowskich herbu Nałęcz (rozebrany na początku XX wieku i postawiono na nim mniejszy dom)
- Założenie parkowo-wodne Tenerowiczów herbu Sas (zniszczone po II w.ś.)
- Kanał Młynówka łączący ze sobą stawy i kanały w zespołach parkowo-wodnych (osuszony i zasypany)
- Szpalery starych drzew przy wszystkich drogach (wycinane w różnych okresach)
- Stary most dzielący od Świerzowej Polskiej (rozebrany po wybudowaniu nowego mostu obok, pozostały po nim tylko boki na brzegach)
- Szkoła zawodowa i karczma tzw. „barak” (rozebrane po wybudowaniu nowej szkoły)
- Kościół drewniany (do XIX wieku, spalony)
- Kościół drewniany (do XIX wieku, rozebrany)
- Dwór Zręckich herbu Pogonia (istniał do połowy XIX wieku)
- Dwór Szopów herbu Prawdzic (istniał do połowy XIX wieku)
- Dwór hrabiów Bobrowskich herbu Jastrzębiec (rozebrany w XIX wieku)
- Teatr (zniszczony w I w.ś.)
- Wytwórnia cydru, wina i piwa (zlikwidowana wraz z wybuchem II w.ś.)
- Klub z salą taneczną za dworem Borka z Trzcieńca herbu Wąż (rozebrany w I połowie XX wieku)

## Pomniki przyrody
- Grab pospolity (z dawnego parku Klobassów-Zrenckich ze Zrencina herbu własnego)
- Grab pospolity (z dawnego parku Klobassów-Zrenckich ze Zrencina herbu własnego)
- Czeremcha Zwyczajna (z dawnego parku Klobassów-Zrenckich ze Zrencina herbu własnego)- najstarsza i największa w Polsce, w 2011 w bliźniaczą czeremchę uderzył piorun (wycięta)
- Lipa szerokolistna (przy kościele)
- Dąb szypułkowy, uschnięty w XXI wieku (w dawnym parku Chwapilów)

## Szczyt rozwojowy miejscowości
Miejscowość przed I w.ś. należała do jednych z najbogatszych w Galicji (szczególnie pod koniec XIX wieku). Fortuna Klobassów-Zrenckich umożliwiała upiększanie miejscowości. Wybudowano nawet wierną replikę mostu weneckiego Rialto. Planowano aranżację rynku i 2 rzędów kamienic (PŁN-PŁD) w miejscu dzisiejszego kompleksu szkolnego. Od stron WSCH-ZACH miały być kolumnady (w części wschodniej wchodziłoby się do parku). Na terenie folwarku Chwapilów odkryto źródła z uzdrowiskową wodą i planowano przemianować wieś na kurort. Budynki między spichlerzem a willą miały być przebudowane na sklepiki, a stajnie wyburzone. Planowano też stworzyć kolejny kanał, by jeszcze bardziej uatrakcyjnić miejscowość. Przez bardzo rozwiniętą sieć wodną miejscowość była nazywana „Małą Wenecją”, gdyż do wszystkich większych majątków prowadził ciek wodny, wybudowano wiele zapór. W miejscowości było ok. 30 stawów (do dziś przetrwało tylko kilka). Po I w.ś. cmentarz bardzo rozbudował się w stronę uzdrowiskowych źródeł przez co na zawsze zaniechano budowę uzdrowiska. Majątki podupadały. Wycięto wiele drzew (zniszczono parki i aleje). Zaniechano budowę rynku i kamienic. Wiele stawów osuszono i do końca XX wieku służyły jako naturalne śmietniska. Do 1989 roku w Zręcinie prężnie działało kino. Do II wojny światowej powodzeniem cieszyło się kasyno w dworze Tenerowiczów herbu Sas. Życie kulturalnie w I połowie XX wieku kwitło najokazalej w całej historii Zręcina. Organizowano cotygodniowe dancingi w tzw. „baraku”, klubie za dworem Borka z Trzcieńca herbu Wąż oraz przy polowej scenie w parku Klobassów-Zrenckich ze Zrencina herbu własnego. Od 1937 organizowano zabawy i wesela w domu ludowym. W miejscowości działał teatr, na którego przedstawienia zjeżdżali się ludzie ze wszystkich okolic. Przed I w.ś. przedstawienia odkrywano w specjalnym budynku (zniszczony), a później w plenerze na specjalnej scenie. Do początku XX wieku w Zręcinie znajdowała się wytwórnia cydru, piwa i wina. Winnice i sady śliwkowe znajdowały się na południowych stokach gór (m.in. na Górze Śliwińskiej), a sady z jabłoniami w niżej położonych częściach miejscowości. Najpopularniejszy był cydr produkowany dla całej Galicji. Udział w produkcji Mieli Klobassowie-Zrenccy, Jabłeccy i Chwapilowie. Osobny browar na skalę lokalną posiadali Krzanowscy de Lubicz. Plany przekształcenia miejscowości w miasto zostały zaniechane przez jej upadek związany bezpośrednio z II w.ś. W XXI wieku Zręcin jest tylko cieniem dawnej świetności, o czym przypominają stare zdjęcia, ocalałe budynki, ruiny oraz przekazywane historie.

## Planowane odbudowy i odtworzenia
- Odtworzenie części założenia parkowo-wodnego Klobassów-Zrenckich ze Zrencina herbu własnego (w trakcie)
- Pałac i oficyna Klobassów-Zrenckich ze Zrencina herbu własnego (w planach odbudowa)
- Karczma Ciołkosza (w planach podniesienie z ruiny)

## Gmina Zręcin
Od kilkunastu lat dyskutuje się nad powstaniem nowej gminy, w której skład wchodziłyby Zręcin, Świerzowa Polska oraz Szczepańcowa. Podjęto by też wtedy kwestię starania się o prawa miejskie Zręcina.

## Dojazd
Do Zręcina dojeżdżają linie komunikacji miejskiej Krosna „11”, „18” i „N1” oraz liczni prywatni przewoźnicy.